# Вергобрет
Вергобрет (галл. Vergo-breith) — «муж суда»; верховный судья у галльских народов: у эдуев, арвернов, треверов, избиравшийся на годовой срок и облекавшийся особой властью, дававшей ему право жизни и смерти над соплеменниками.
В это достоинство его возводил совет племени, состоявший из именитых граждан и жрецов. Деспотическая власть вергобрета не простиралась за пределы поселения и вверялась только на один год и с условием, что в роду кандидата не было прежнего, ещё живого вергобрета, и чтобы в его годовое правление никто из его родственников не заседал в совете. В особых случаях представители племени избирали также и военачальника, оделяя его властью, почти равной власти вергобрета.

## Вергобреты, упоминающиеся в «Записках»Цезаря
В сочинении «Записки о Галльской войне» Юлий Цезарь упоминает следующих вергобретов:
- у эдуев:
  - fr:Dumnorix (ок. 65-60 годов до н. э.), fr:Liscos (58 год до н. э.), fr:Valétiacos (53 год до н. э.), fr:Convictolitavis (52 год до н. э.)
- у арвернов:
  - Кельтилл (ок. 70-65 годов до н. э.), fr:Epasnactos (51 год до н. э.)
- у треверов:
  - Indutiomaros et Cingetorix (54 год до н. э.), Cingetorix (53 год до н. э.)
- у ремов:
  - fr:Vertiscos (51 год до н. э.)